# Гидросульфид бария
Гидросульфид бария — неорганическое соединение, кислая соль металла бария и сероводородной кислоты с формулой Ba(HS)2, бесцветные или желтоватые кристаллы, растворимые в воде, образует кристаллогидрат.

## Получение
- Гидролиз сульфида бария:

{\displaystyle {\mathsf {2BaS+2H_{2}O\ {\xrightarrow {}}\ Ba(HS)_{2}+Ba(OH)_{2}\downarrow }}}
- Пропускание избытка сероводорода через растворимую соль бария:

{\displaystyle {\mathsf {BaCl_{2}+2H_{2}S\ {\xrightarrow {-10^{o}C}}\ Ba(HS)_{2}+HCl}}}

## Физические свойства
Гидросульфид бария образует бесцветные или желтоватые кристаллы.
Хорошо растворяется в холодной воде, разлагается в кипящей. Образует кристаллогидрат состава Ba(HS)2•4H2O.

## Химические свойства
- Реагирует с серой с образованием полисульфидов:

{\displaystyle {\mathsf {Ba(HS)_{2}+2S\ {\xrightarrow {}}\ BaS_{3}+H_{2}S}}}
{\displaystyle {\mathsf {Ba(HS)_{2}+3S\ {\xrightarrow {}}\ BaS_{4}+H_{2}S}}}
{\displaystyle {\mathsf {Ba(HS)_{2}+4S\ {\xrightarrow {}}\ BaS_{5}+H_{2}S}}}
- Разлагается при нагревании:

{\displaystyle {\mathsf {Ba(HS)_{2}\ \xrightarrow {450^{o}C} \ BaS+H_{2}S}}}
- В кипящей воде образует гидроксид бария:

{\displaystyle {\mathsf {Ba(HS)_{2}+2H_{2}O\ \xrightarrow {100^{o}C} \ Ba(OH)_{2}+2H_{2}S}}}
- Разлагается как кислотами-неокислителями, так и кислотами, обладающими окислительными свойствами:

{\displaystyle {\mathsf {Ba(HS)_{2}+2HCl\ \xrightarrow {} \ BaCl_{2}+2H_{2}S}}}
{\displaystyle {\mathsf {Ba(HS)_{2}+6HNO_{3}\ \xrightarrow {} \ Ba(NO_{3})_{2}+2S+4NO_{2}+4H_{2}O}}}
- Медленно окисляется растворённым в воде кислородом[1]:

{\displaystyle {\mathsf {Ba(HS)_{2}+O_{2}\ \xrightarrow {} \ Ba(OH)_{2}+2S}}}